# Honoratki
Zgromadzenie Małych Sióstr Niepokalanego Serca Maryi (Honoratki lub Siostry fabryczne) – żeńskie bezhabitowe zgromadzenie zakonne założone w 1888 r. w Warszawie
Zgromadzenie zostało założone pod wpływem bł. Honorata Koźmińskiego 4 października 1888 r. przez Anielę Różę Godecką w celu niesienia pomocy ubogim robotnicom fabrycznym. Zgromadzenie powstało jako bezhabitowe.
Cele Zgromadzenia to praca nad podtrzymaniem wiary i rozwojem życia chrześcijańskiego w społeczeństwie (zwłaszcza w środowiskach robotniczych). Siostry zajmują się pracą katechetyczno-wychowawczą w przedszkolach, szkołach, świetlicach środowiskowych, pracują w szpitalach, domach opieki i mediach katolickich, prowadzą kursy zawodowe i dokształcające.
Formacja zakonna obejmuje: postulat (co najmniej 6 miesięcy), nowicjat (2 lata) i juniorat (5 lat).
Dom generalny Zgromadzenia znajduje się w Częstochowie.